# Bibio metaclavipes
Bibio metaclavipes är en tvåvingeart som beskrevs av Hardy och Takahashi 1960. Bibio metaclavipes ingår i släktet Bibio och familjen hårmyggor. Inga underarter finns listade i Catalogue of Life.